# Consum i recursos energètics a nivell mundial

Evolució del consum mundial d'energia en l'equivalent a milions de tones de petroli, amb el 2015 com a any de referència.

El consum i recursos energètics a nivell mundial fa referència a l'ús comparat de les diverses fonts d'energia existents al llarg del temps i a tota la Terra. Es tracta d'uns valors de referència que s'empren en l'àmbit dels processos industrials i del món científic, atès que permeten avaluar els impactes de l'extracció de recursos naturals sobre el medi ambient, així com analitzar els efectes dels usos energètics sobre la societat i el desenvolupament humà.
De tota l'energia consumida des de la Revolució Industrial més de la meitat s'ha consumit d'ençà la decada del 1990. Pel que fa a la dècada del 2000, l'any 2009 el consum mundial d'energia va davallar per primera vegada en 30 anys (-1,1%) o 130 Mtoe, com a resultat de la crisi financera global de 2007 a 2012. Aquesta evolució fou el resultat de dos patrons contrastats: mentre que el consum d'energia va continuar essent fort en diversos països en desenvolupament (específicament l'Àsia amb un +4%), als països de l'OCDE el dispendi energètic va davallar un 4,7% l'any 2009, fins a mínims equivalents als de l'any del 2000. La Xina va passar a ser el major consumidor mundial d'energia (18% del total).
Amb relació a la dècada del 2010 i fins a l'any 2019, el petroli fou la font primària d'energia a escala mundial, amb una quota d'ús del 32%. Malgrat els efectes creixents del canvi climàtic i de l'escalfament global, la segona font d'energia més emprada va ser el carbó (26%) i la tercera, el gas (23%) —les tres considerades com a energies no renovables. Aquesta dècada també va estar marcada per la creixent demanda de la Xina, líder en consum, i per l'increment d'ús de l'electricitat i del gas.

## Consum energètic global per dècada
| Consum energètic global segons font energètica (en quiloteps de petroli, ktep) |           |             |         |                |                                   |            |           |
| Any                                                                            | Carbó     | Gas natural | Nuclear | Hidroelèctrica | Solar, eòlica i altres renovables | Biodièsels | Petroli   |
| 1990                                                                           | 2.220.466 | 1.663.608   | 525.520 | 184.102        | 36.560                            | 902.367    | 3.232.737 |
| 2000                                                                           | 2.316.665 | 2.072.291   | 675.467 | 224.693        | 60.054                            | 1.011.986  | 3.662.674 |
| 2010                                                                           | 3.653.106 | 2.733.095   | 718.830 | 296.065        | 110.075                           | 1.202.118  | 4.135.577 |
| 2017                                                                           | 3.789.934 | 3.106.799   | 687.481 | 351.029        | 256.830                           | 1.329.064  | 4.449.499 |